# Reggiane Re.2003
Реджиане Re.2003 (итал. Reggiane Re.2003) — двухместный итальянский истребитель-разведчик Второй мировой войны. Самолёт разработан в конструкторском бюро компании «Officine Meccaniche Reggiane» под руководством Роберто Лонги. Первый полёт истребитель совершил 29 июля 1941 года. Всего изготовлено только два самолёта этого типа: прототип MM.478 и первый предсерийный MM.12415.

## Тактико-технические характеристики
Приведённые ниже характеристики соответствуют модификации Re.2003 № MM.12415:
Источник данных: S. Govi. «Dal Re 2002 al Re 2005», 1985

Технические характеристики
- Экипаж: 2 пилота
- Длина: 8,08 м
- Размах крыла: 11,0 м
- Высота: 3,2 м
- Площадь крыла: 20,4 м²
- Коэффициент удлинения крыла: 6,0
- Масса пустого: 2 470 кг
- Нормальная взлётная масса: 3 320 кг
- Масса полезной нагрузки: 850 кг
- Силовая установка: 1 × радиальный Piaggio P.XI bis
- Мощность двигателей: 1 × 1 000 л. с. (1 × 735 кВт (на 4 000 м))
- Воздушный винт: трехлопастной Piaggio

Лётные характеристики
- Максимальная скорость:  
  - на высоте 5 500 м: 475-510 км/ч
  - у земли: 400 км/ч
- Крейсерская скорость: 340 км/ч
- Скорость сваливания: 115 км/ч
- Практическая дальность: 720 км
- Практический потолок: 10 500 м
- Скороподъёмность: ~15 м/с
- Время набора высоты:
  - 4 000 м за 4 мин 20 с
  - 6 000 м за 7 мин
- Нагрузка на крыло: 150 кг/м²
- Тяговооружённость: 240 Вт/кг
- Длина разбега: 300 м

Вооружение
- Стрелково-пушечное:  
  - 2 × 12,7 мм пулемёта Breda-SAFAT по 400 патронов на ствол
  - 2 × 7,7 мм пулемёта Breda-SAFAT по 600 патронов на ствол
- Боевая нагрузка: до 500 кг бомб